# Kroktjärnen (Lima socken, Dalarna)
Kroktjärnen är en sjö i Malung-Sälens kommun i Dalarna och ingår i Dalälvens huvudavrinningsområde.